# I Liceum Ogólnokształcące im. Tadeusza Kościuszki w Koninie
I Liceum Ogólnokształcące im. Tadeusza Kościuszki w Koninie – najstarsze konińskie liceum ogólnokształcące zlokalizowane przy ul. Adama Mickiewicza 14.

## Historia
Początki szkoły sięgają roku 1862. W 1863 została utworzona Powiatowa Szkoła Pedagogiczna – pierwsza w Koninie szkoła średnia. W roku 1866 liceum otrzymało nową siedzibę w Domu Zemełki i stało się prywatnym progimnazjum. W 1905 zamieniło się w Szkołę Handlu. W 1919 roku szkoła stała się gimnazjum humanistycznym z łaciną, w której w latach 1923–1925 przeprowadzono pierwsze egzaminy maturalne. 9 stycznia 1938 dzięki staraniom Stowarzyszenia Przyjaciół Szkoły Średniej w Koninie szkołę przemianowano na Gimnazjum i Liceum. Od tego czasu szkoła nie działała długo, bowiem w 1939 wybuchła II wojna światowa, jednak już 15 marca 1945 szkoła wznowiła pracę jako Państwowe Koedukacyjne Gimnazjum i Liceum Ogólnokształcące w Koninie, a 16 lutego 1946 przeprowadzono maturę.
W 1968 odbył się I Zjazd Absolwentów i Wychowanków, podczas którego absolwenci we współpracy z Komitetem Rodzicielskim ufundowali sztandar szkolny a szkole nadano patronat Tadeusza Kościuszki. W roku 1968 zapoczątkowano także obchody dnia patrona połączone ze ślubowaniem i mianowaniem na ucznia I Liceum w Koninie uczniów klas pierwszych.
W czasie roku szkolnego 1995/1996 szkoła stała się Zespołem Szkół Ogólnokształcących i Ekonomicznych, a w 2002 liceum otrzymało obecną nazwę.

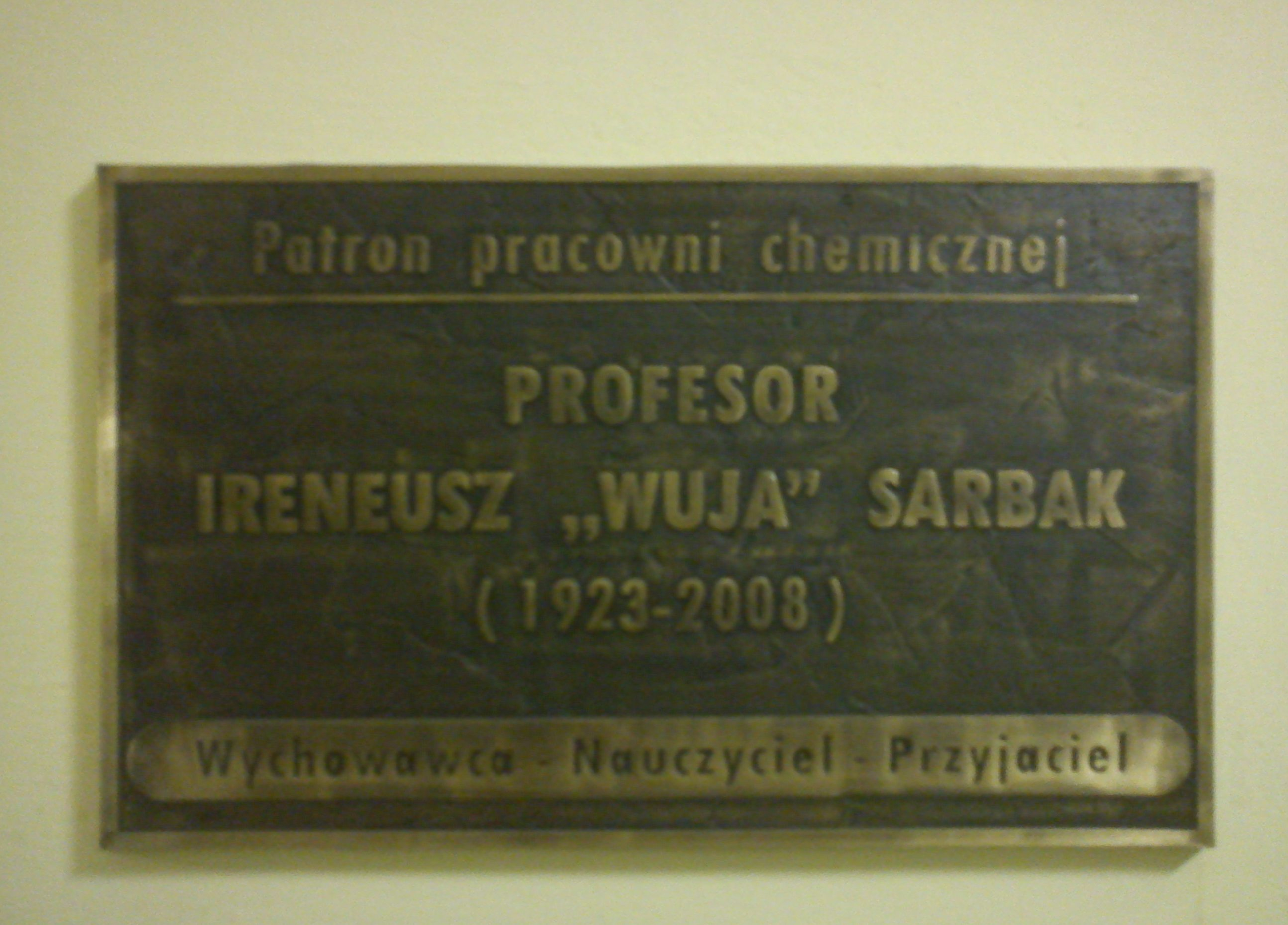
Tablica upamiętniająca profesora Ireneusza Sarbaka

11 grudnia 2009 roku obok jednej z pracowni chemicznych odsłonięto tablicę dla upamiętnienia profesora Ireneusza Sarbaka oraz poświęcono mu tę pracownię. 4 czerwca 2012 na murach szkoły odsłonięto natomiast tablicę kompozytora i zdobywcy Oscara Jana A.P. Kaczmarka – absolwenta liceum, a 1 września 2018 odsłonięto tablicę ku czci pułkownika Witolda Sztarka, który w latach 1947–1961 nauczał w tejże szkole matematyki.

## Znani nauczyciele
- Stefania Esse – nauczycielka, działaczka społeczna i oświatowa
- Edward Grzymała – błogosławiony Kościoła katolickiego, męczennik II wojny światowej
- Janina Komornicka – działaczka społeczna, oświatowa i feministyczna
- Eryk Rosin – farmaceuta i działacz PCK
- Witold Sztark – pułkownik artylerii Wojska Polskiego, kawaler Orderu Virtuti Militari

## Znani absolwenci
- Mieczysław Bekker – inżynier i naukowiec
- Szymon Bobrowski – aktor
- Jan A.P. Kaczmarek – kompozytor
- Katarzyna Kubacka-Seweryn – producentka
- Józef Modelski – profesor nauk technicznych, członek Polskiej Akademii Nauk i IEEE[8][9]
- Władysław Neneman – polski dyplomata, ambasador PRL w Pakistanie (1979–1984)
- Józef Nowicki – polityk, poseł na Sejm II, III i IV kadencji, prezydent miasta Konina w latach 2010–2018
- Telesfor Piecuch – profesor doktor habilitowany nauk medycznych, chirurg, Kierownik Kliniki Chirurgicznej 4 Wojskowego Szpitala Klinicznego z Polikliniką we Wrocławiu (1978–1994)
- Dariusz Przybylski – kompozytor i organista
- Edmund Waleriańczyk – inżynier, specjalista w zakresie cukrownictwa[10]

## Dyrektorzy szkoły[11]

### W latach 1863–1939
- Karol Sobolewski
- Stanisław Radzik
- Roman Beranek
- Stefan Szarras
- ks. Włodzimierz Jasiński
- ks. Stanisław Szabelski
- Bolesław Hulewicz
- Jan Kołodziej
- Kazimierz Dorywalski
- Stanisław Goszcz

### Od 1945
- 1945–1949 – Michał Kozłowski
- 1949–1954 – Maksymilian Józefiak
- 1954–1960 – Tadeusz Worwąg
- 1960–1962 – Aleksander Kozłowski
- 1962–1967 – Stanisław Wypychowski
- 1967–1973 – Konrad Czajka
- 1973–1981 – Marian Pacyna
- 1981–1997 – Wojciech Grętkiewicz
- 1997–2006 – Barbara Gajewska
- 2006–2016 – Jolanta Fabisiak
- 2016–2023 – Elżbieta Świder
- od 2023 – Emilia Bugaj